# Natalja Iwanowna Iwanowa (Ökonomin)
Natalja Iwanowna Iwanowa (russisch Наталья Ивановна Иванова; * 19. September 1949 in Wladiwostok) ist eine sowjetische bzw. russische Ökonomin und Hochschullehrerin.

## Leben
Iwanowa, Tochter eines Militärangehörigen, studierte 1966–1968 am Fernost-Technologie-Institut in der Ingenieur-Ökonomie-Fakultät in Wladiwostok und 1968–1971 am Moskauer Technologie-Institut der Nahrungsmittelindustrie in der Ingenieur-Ökonomie-Fakultät. Darauf war sie wissenschaftliche Mitarbeiterin des Zentralen Forschungsinstituts für Wirtschaftsinformation der Nahrungsmittelindustrie.
Von 1973 bis 1976 arbeitete Iwanowa als Aspirantin im Moskauer Institut für Weltwirtschaft und internationale Beziehungen (IMEMO) der Akademie der Wissenschaften der UdSSR (AN-SSSR, seit 1991 Russische Akademie der Wissenschaften (RAN)), um dann dort als wissenschaftliche Mitarbeiterin zu arbeiten. Sie verteidigte 1979 im IMEMO ihre Dissertation mit einer vergleichenden Analyse der Lebensmittelwirtschaftskomplexe in der UdSSR und den USA mit Erfolg für die Promotion zur Kandidatin der ökonomischen Wissenschaften.
Der Forschungsschwerpunkt Iwanowas wurden die gegenseitigen Wechselwirkungen von Wirtschaft, Innovation und Wissenschaft. Sie analysierte die staatliche Wissenschaftspolitik und die Wechselwirkung von Innovation und wirtschaftlichem Wachstum. Sie prognostizierte die wissenschaftlich-technische Entwicklung. Sie war Gastwissenschaftlerin an der Universität Paris-Süd (Oktober–Dezember 1992), an der Handelshochschule Stockholm (Oktober–Dezember 1993) und  an der University of Arizona (Januar–März 1994, Januar–März 1995). Ihre Doktor-Dissertation über die Bildung und Evolution nationaler Innovationssysteme verteidigte sie 2001 mit Erfolg für die Promotion zur Doktorin der ökonomischen Wissenschaften. Sie betreute 7 Kandidat-Dissertationen und eine Doktor-Dissertation.
Iwanowa hielt 2007–2008 eine Vorlesung über nationale Innovationssysteme an der Wirtschaftshochschule Moskau. Sie wurde 2007 1. Vizedirektorin des IMEMO. 2008 folgten die Ernennung zur Professorin und die Wahl zum Korrespondierenden Mitglied der RAN. Zum Vollmitglied der RAN wurde sie im Dezember 2011 gewählt. Sie ist Mitherausgeberin der Zeitschrift Mirowaja ekonomika i meschdunarodnje otnoschenija. Sie ist Mitglied der Arbeitsgruppe für Probleme der Zusammenarbeit des russischen Bildungsministeriums mit der Organisation für wirtschaftliche Zusammenarbeit und Entwicklung (OECD) bezüglich Bildung und Wissenschaft.

## Ehrungen, Preise
- Beste Ökonomin der RAN (2001, 2004)[2]
- Verdiente Ökonomin der Stadt Moskau (2006)[2]